# Eşref Akıncı
Eşref Akıncı (* 1912 in Bursa, Provinz Bursa; † 26. Februar 1990 in Istanbul) war ein türkischer General, der unter anderem von 1973 bis 1976 Oberkommandierender des Heeres (Türk Kara Kuvvetleri) war.

## Leben
Akıncı trat nach dem Besuch der Kadettenanstalt (Bursa Işıklar Askeri Lisesi) 1930 in die Heeresschule (Harp Okulu) ein, die er 1932 als Fähnrich (Asteğmen) abschloss. Danach fand er verschiedene Verwendungen in Einheiten der Infanterie und absolvierte 1933 auch eine weitere Ausbildung an der Heeresinfanterieschule (Piyade Sınıf Okulu). 1938 trat er an die Militärakademie (Harp Akademisi) ein, die er 1941 beendete. Im Anschluss war er in verschiedenen Einheiten des Heeres eingesetzt und versah zeitweise Dienst in Afghanistan.
Nach seiner Beförderung zum Brigadegeneral (Tuğgeneral) 1960 wurde Akıncı zunächst Leiter der Logistikabteilung im Oberkommando des Heeres, 1961 Befehlshaber des Kartografiekommandos (Harita Genel Komutanlığı) und anschließend 1962 Befehlshaber der 12. Division. 1963 wurde er zum Generalmajor (Tümgeneral) befördert und stellvertretender Leiter der Logistikabteilung im Generalstab der Türkei, dann stellvertretender Kommandierender General des 8. Korps sowie schließlich stellvertretender Chef des Stabes des Oberkommandos des Heeres.
Nachdem Akıncı 1964 zum Generalleutnant (Korgeneral) befördert worden war, wurde er Kommandierender General des 4. Korps und verblieb fünf Jahre lang bis 1969 auf diesem Posten.
1969 erfolgte Akıncıs Beförderung zum General (Orgeneral). In dieser Funktion wurde er Mitglied des Obersten Militärrates (Yüksek Askerî Şûra) und am 28. September 1970 als Nachfolger von General Faik Türün auch Oberkommandierender der 3. Armee. In dieser Funktion blieb er bis zum 7. März 1973 und wurde danach von General Hamza Gürgüç abgelöst. Am 7. März 1973 wurde er schließlich als Nachfolger von General Semih Sancar zum Oberkommandierenden des Heeres (Kara Kuvvetleri Komutanlığı) ernannt und übte diese Funktion bis zum 1. April 1976 aus. Sein Nachfolger wurde daraufhin General Namık Kemal Ersun, der bisherige Oberkommandierende der 3. Armee.
Akıncı war verheiratet und Vater zweier Kinder. Nach seinem Tode wurde er auf einem Friedhof in Ankara beigesetzt.